# Bank of Palestine
Bank of Palestine (BoP) es el principal banco de Palestina. Su oficina central se encuentra en Ramala. La compañía tiene 74 agencias, repartidas por la Franja de Gaza y Cisjordania.
Su presidente es, desde 2007, Hashim Shawa, nieto del fundador de la sociedad.

## Historia
Creado en 1960 por Hashem Atta Shawa en Gaza, comenzó como un banco agrícola, ayudando a los agricultores a desarrollar el cultivo de los cítricos. Su hijo, el Dr. Hani Shawa, se hizo cargo del banco a principios de los años 1990.
El banco se abrió a la Bolsa de Valores de Palestina en 2005. En 2007, cuando murió Hani Shawa, su hijo Hashim Shawa asumió el control del banco. Ese mismo año, el banco creó la sociedad Al-Wasta Securities Co.
En 2010, el BoP tenía una capitalización de mercado de USD 340 millones. En 2011, lanzó Palpay, un servicio de pago en línea. Ese mismo año, tras una solicitud del fondo monetario palestino, la administración del banco anunció el congelamiento de las cuentas de 31 organizaciones benéficas y la negativa a abrir cuentas a más de 50 entidades. Ese mismo año firmó el Pacto Global de la ONU.

## Accionistas y patrimonio
Los principales accionistas del banco son: A.M. Al-Kharafi & Sons Trading Co (7,63%), Palestine Investment Fund (6,36%), Mahdiya Y. Shawa (6,29%), HSBC (6,12%) y la Corporación Financiera Internacional (5%). El patrimonio del banco representa un capital de 200 millones.

## Ubicaciones

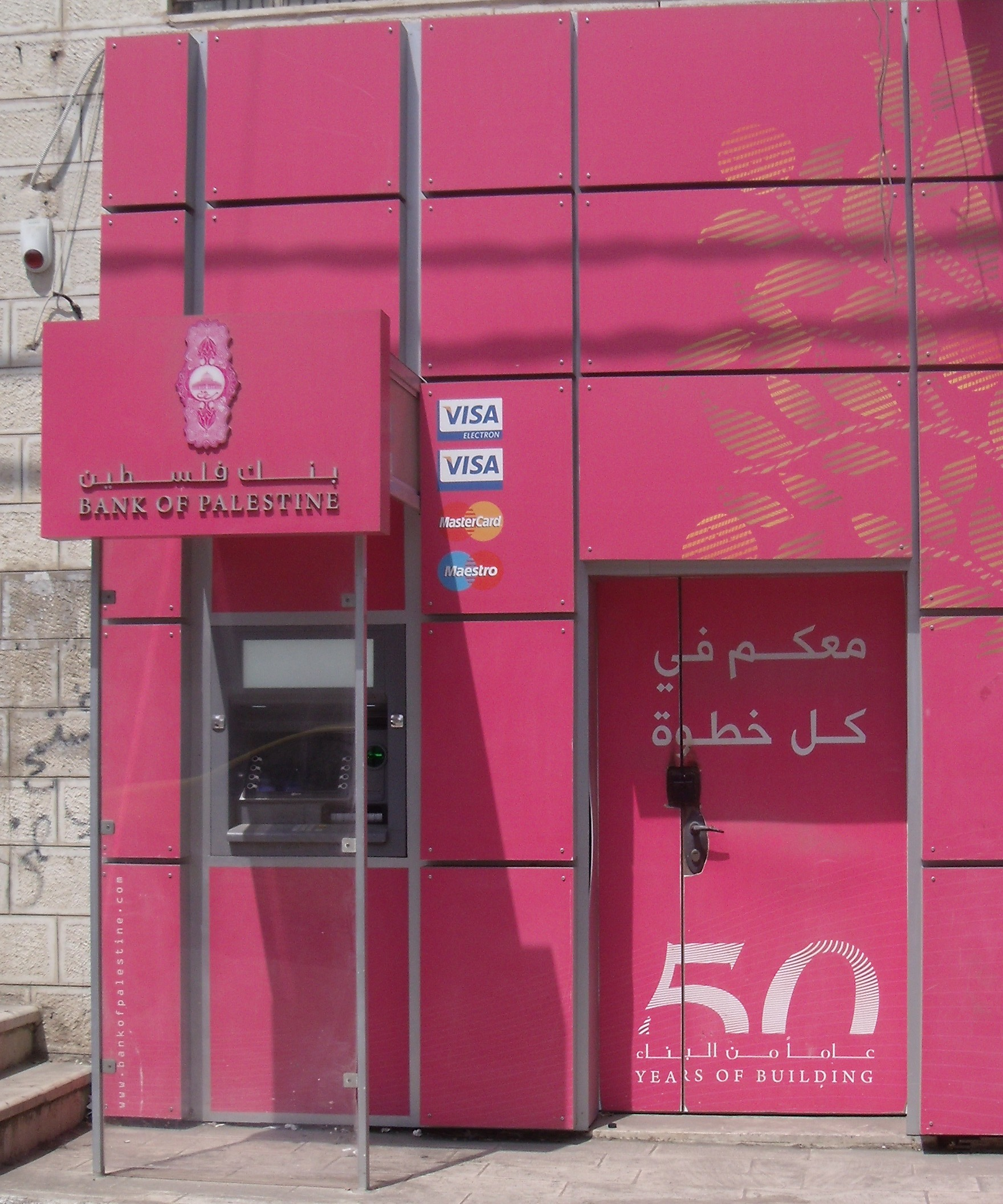
Cajero automático del Banco de Palestina, Ramallah, Palestina

Bank of Palestine es la corporación bancaria más distribuida geográficamente en Palestina, con 74 sucursales y subsucursales. La oficina central del banco está ubicada en Ramala, Palestina. También cuenta con oficinas de representación en Dubai (Emiratos Árabes Unidos) y Santiago de Chile, cuya oficina fue inaugurada el 7 de noviembre de 2017.